# Tony Graham
Anthony John „Tony“ Graham (* 26. März 1962 in Gisborne) ist ein ehemaliger neuseeländischer Radrennfahrer und nationaler Meister im Radsport.

## Sportliche Laufbahn
Graham war im Bahnradsport sowie im Straßenradsport aktiv und Teilnehmer der Olympischen Sommerspiele 1988 in Seoul. Im 1000-Meter-Zeitfahren belegte er beim Sieg von Alexander Kiritschenko den 7. Platz. 1987 gewann er bei den Ozeanienmeisterschaften das Zeitfahren. Zweimal gewann er in dieser Disziplin den nationalen Titel, sechsmal holte er den Titel im Zweier-Mannschaftsfahren. Zweimal wurde er auf der Straße nationaler Meister im Mannschaftszeitfahren. 
Bei den Commonwealth Games 1990 wurde er Vierter im Zeitfahren. Bei den Bahnradsport-Weltmeisterschaften 1989 belegte er den 10. Platz im Zeitfahren.